# Pietenfeld

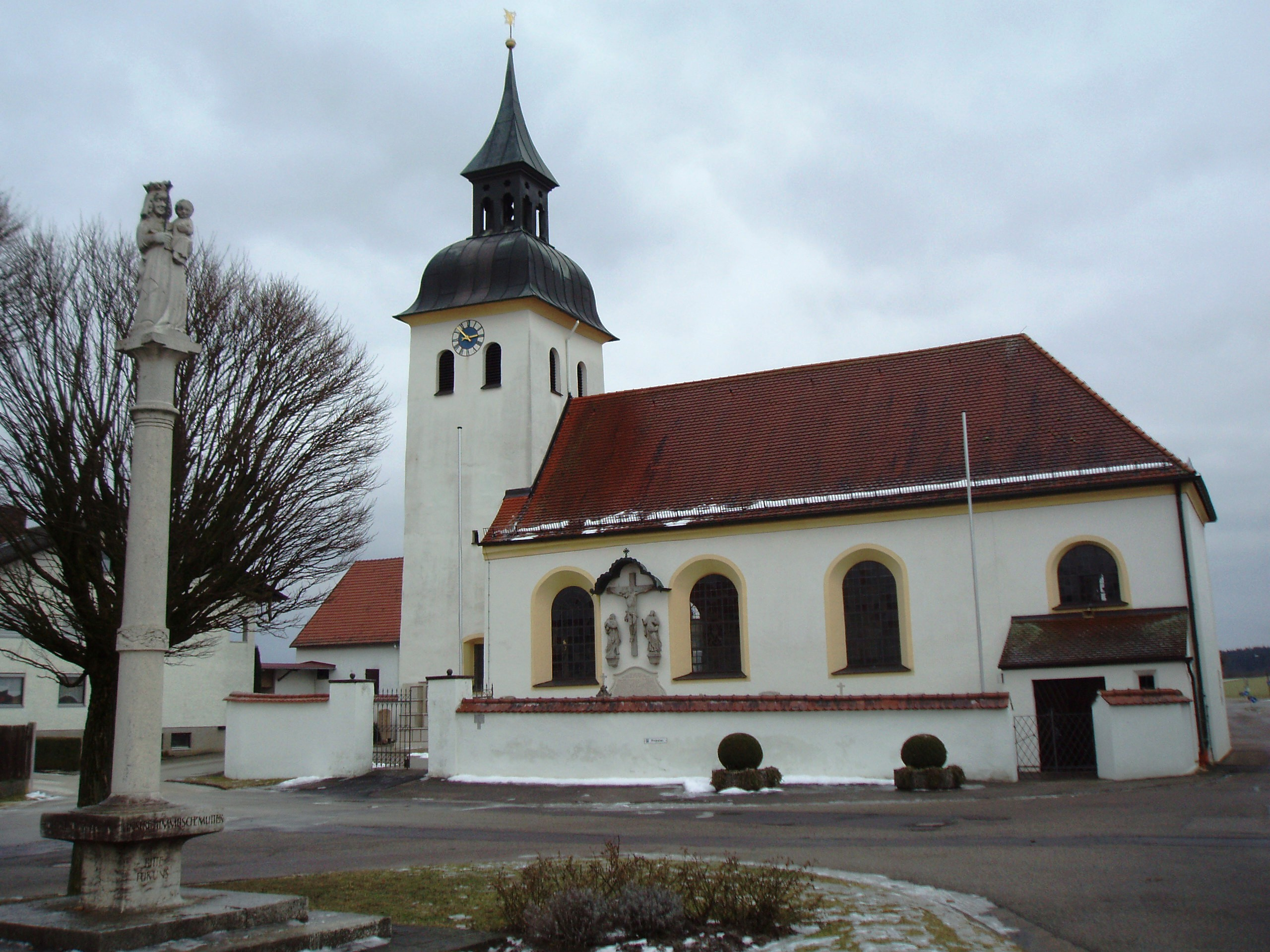
Iglesia de S. Miguel y pilar de la Virgen.

Pietenfeld (pronunciado [’piːtn̩fɛlt]) es una pedanía del municipio (Gemeinde) de Adelschlag, en el distrito de Eichstätt, estado federado de Baviera, Alemania. Se halla sobre la meseta del Jura Francón meridional, al sur del valle del Altmühl, dentro de los límites del parque natural homónimo. Ubicada junto a la Bundesstraße 13 entre Eitensheim y Eichstätt, unos siete kilómetros al sudoeste de esta última, sus coordenadas son 48,858º de latitud y 11,237º de longitud. A fecha de 2006 tenía 873 habitantes.

## Historia
Tanto los cazadores-recolectores del Paleolítico y Mesolítico como los agricultores nómadas neolíticos dejaron su impronta en Pietenfeld y alrededores. También existen pruebas de la presencia de pueblos celtas. En los límites de lo que hoy en día es la localidad, pasaba la calzada romana Nassenfels–Pfünz.
Se piensa que el lugar estuvo bajo el control de la diócesis católica de Eichstätt desde la misma creación de esta en el siglo VIII. La primera mención documentada data del año 908 y se refiere a la localidad como “Puttinveld”, donde “Veld” significa “campo” (Feld en alemán moderno) y “Puttin” posiblemente procede del antropónimo “Puto”. En ese momento, Pietenfeld tenía ya 101 casas, lo que lo convertía en un pueblo de tamaño considerable.
Existe constancia de que en 1134 un sacerdote apellidado Hartwig legó una pequeña finca en Pietenfeld al monasterio benedictino de S. Walburg de Eichstätt. Asimismo, se sabe que entre 1142 y 1315 estuvo asentada en la localidad una familia de la pequeña nobleza, si bien se desconoce si tenían un castillo en la zona.
En 1298, durante las masacres de Rintfleisch, los judíos de Pietenfeld fueron perseguidos y exterminados, tal y como queda reflejado en los Memorbücher de Núremberg y Charlevilles (los Memorbücher, “libros de la memoria”, son tomos donde los judíos askenazíes registran las identidades de sus mártires para preservar su recuerdo).
En 1305, Gebhart VII, el último conde de Grögling-Hirschberg, murió sin descendencia, desencadenando una pugna por su herencia entre el duque Rudolph de Baviera y la diócesis de Eichstätt. Tras el conflicto, Pietenfeld quedó bajo el control de esta última.
En 1480 pasó a ser dependiente de la parroquia de Adelschlag, y en 1629 de la de Preith. Desde 1666 dependió administrativamente de Eichstätt. Hasta 1674 no obtuvo el rango de parroquia independiente, con atribuciones sobre la de Landershofen y la capilla de Weißenkirchen, población situada dos kilómetros y medio al oeste. En 1719 se construyeron una escuela parroquial y una sacristía.
Tras la secularización de Baviera en 1808, se conformó una división administrativa (Steuerdistrikt Pietenfeld) que también incluía Weißenkirchen. En 1818, esta división tomó el nombre de Gemeinde Pietenfeld y quedó adscrita al Bezirk de Eichstätt (Franconia Media). La Gemeinde Pietenfeld compró en 1852 a las autoridades eclesiásticas la colecturía del pueblo, para construir en su lugar una nueva escuela parroquial. La antigua se derruyó a finales del siglo XIX para ampliar el cementerio. En 1911, aún se construiría otra más amplia.
En el marco de la reorganización territorial de Baviera (década de 1970), Pietenfeld y Weißenkirchen se integraron en el Adelschlag, municipio desde 1978 miembro de la mancomunidad (Verwaltungsgemeinschaft) de Nassenfels.
Pietenfeld se asienta en el declive de un valle, sobre un terreno loéssico poco frecuente en la zona del Jura, hecho que explica la antigüedad de la localidad. Su economía sigue estando en la actualidad basada en la agricultura; en 1983, con una población de tan solo 596 habitantes, existían 17 explotaciones agrícolas a tiempo completo y 22 a tiempo parcial. En 1956 se llevó a cabo un proceso de concentración parcelaria.

## Iglesia de San Miguel

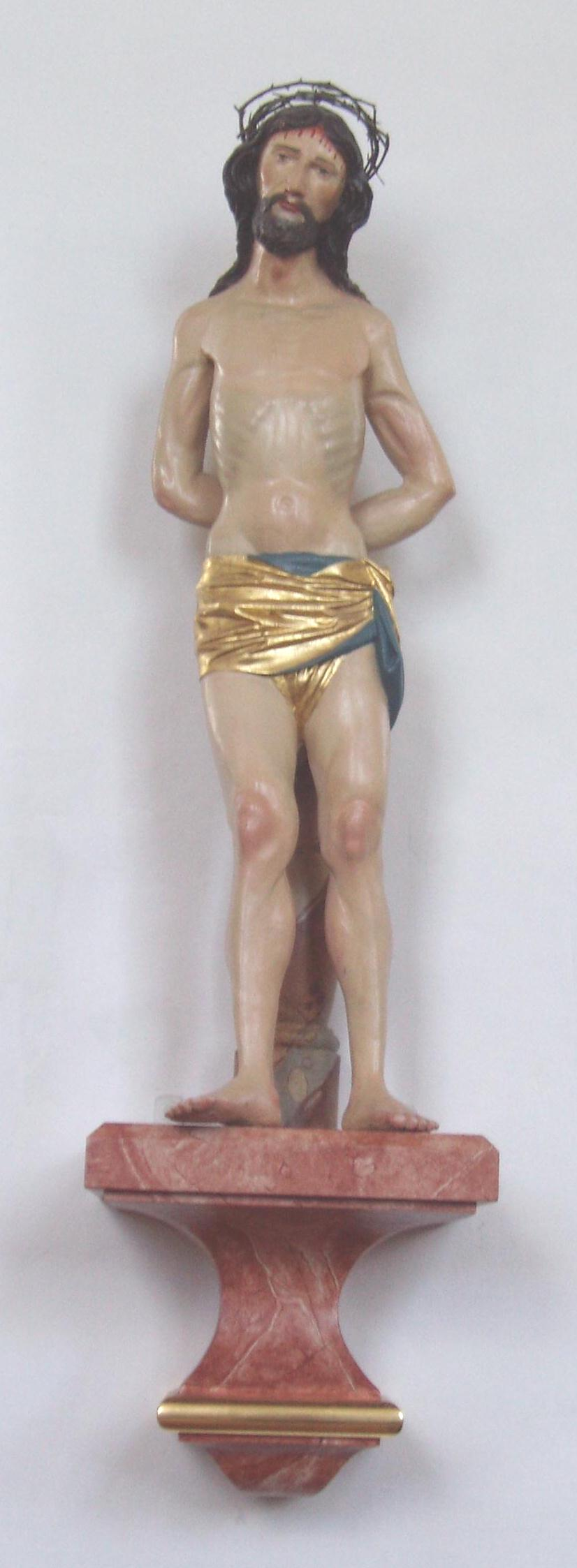
Cristo doliente del.

La iglesia del pueblo se edificó durante el Románico, siendo actualmente los sótanos bajo el campanario todavía originales de esa época. Entre 1662 y 1687, bajo las órdenes del arquitecto grisón Giovanni Battista Camessina y siguiendo los planes del maestro constructor de la corte principal-obispal de Eichstätt Jakob Engel, se restauró la nave central de la iglesia, que en aquel momento se hallaba en ruinas. La nueva nave se apoyaba sobre columnatas de tres arcos. La imaginería corrió a cargo de Christian Handschuher; el altar mayor se vendió en 1922 a la iglesia de San Martín de Núremberg, reemplazándose por un trabajo del escultor de Ratisbona Jakob Helmer.
En 1714 la torre del campanario se cubrió con ripias, y en 1836 se amplió en altura y añadió una cúpula terminada en una linterna de cuatro lados. En 1731 se forjó una tercera campana, que no ha llegado a nuestros días. En 1897 la parroquia adquirió un órgano de la marca Bittner de Núremberg que permanecería en uso hasta 1976, cuando se reemplazó por uno nuevo de la firma Jann de Ratisbona. En 1922 se pintaron los frescos del techo, obra de Leonhard Toma, y se construyó un púlpito separado del altar mayor. Los dos altares laterales son obras barrocas de 1730, varias tallas de madera son de los siglos XVII y XVIII, y el Cristo doliente es del siglo XV. 
Entre 1953 y 1954 la iglesia se amplió hacia el oeste. En una placa de piedra están inscritos los nombres de todos los párrocos desde 1671. Una capilla anexa alberga una representación en madera del pasaje bíblico del Huerto de los Olivos, posiblemente de Joseph Anton Breitenauer (1722-1785). En la pared norte, por la parte exterior, hay una escena de la Crucifixión en piedra. Delante de la iglesia se yergue una columna en honor a la Virgen.
Hasta 1976, Pietenfeld contaba con un párroco propio. Ese año pasó a depender del vicario catedralicio de Eichstätt. A fecha de 2003, la iglesia contaba con 747 fieles, atendidos por el párroco de Möckenlohe. La guardería católica de S. Miguel se aloja en el edificio de la escuela desde 1911. Existe una librería parroquial.

## Personajes ilustres
Entre los ciudadanos ilustres de Pietenfeld cabe citar la religiosa Suitberta Bieber (8 de julio de 1922 — 1 de junio de 2007), el sacerdote católico Josef Wittmann (1930 —) y la misionera Karoline Mayer (1943 —).